# Quell'altra
Quell'altra è il tredicesimo album della cantante italiana Alexia, pubblicato nel 2017.

## Descrizione
L'album contiene 10 tracce.
La data di uscita dell'album viene annunciata il 19 maggio 2017, giorno del compleanno dell'artista.

## Singoli
A giugno 2017 al Wind Summer Festival in Piazza del Popolo a Roma viene presentato il singolo Beata gioventù, scritto da Lorenzo Vizzini.
Sempre a giugno esce il singolo promozionale La cura per me, che viene scelto come inno del Gay Pride 2017 tenutosi a Milano.

## Tracce
1. Beata gioventù – 3:32 (Lorenzo Vizzini, Mario Lavezzi)
2. Fragile fermo immagine – 3:21 (Cesare Chiodo, Bungaro, Giuseppe Anastasi)
3. Tu salvami ancora – 3:10 (Zibba, Alexia)
4. Quell'altra – 3:43 (Alexia, Mario Lavezzi)
5. Innamorati come mai – 3:28 (Mogol, Mario Lavezzi)
6. E non mi lasciare – 3:53 (Cesare Chiodo, Bungaro, Alexia, Mario Lavezzi)
7. La cura per me – 3:40 (Piero Romitelli, Davide Simonetta, Alexia)
8. Occhi dentro gli occhi – 3:56 (Lorenzo Vizzini, Alexia, Chris Wafle)
9. Diversa – 3:32 (Alberto De Rossi, Alexia)
10. The Good in Your Bad – 3:37 (Piero Romitelli, Davide Simonetta, Alexia)

Durata totale: 35:52

## Formazione
- Alexia – voce, cori
- Raffaele Lufio Littorio – chitarra
- Lorenzo Poli – basso
- Matteo Di Francesco – batteria
- Nicolò Fragile – sintetizzatore, programmazione, basso, batteria elettronica
- Paolo Petrini – chitarra
- Marco Barusso – basso
- Francesco Corvino – batteria
- Placido Salamone – chitarra
- Nicola Oliva – dobro
- Umberto Iervolino – tastiera, programmazione

## Classifiche
| Classifica (2017) | Posizione massima |
| ----------------- | ----------------- |
| Italia            | 53                |